# Albert Coppenrath
Albert Coppenrath (* 19. Februar 1883 in Oelde; † 27. November 1960 in Telgte) war ein deutscher römisch-katholischer Priester und Autor, der als Pfarrer in Berlin-Schöneberg wegen seiner kritischen sonntäglichen Kanzelvermeldungen zur Zeit des Nationalsozialismus als  „westfälischer Dickkopf vom Winterfeldtplatz“ bekannt wurde.

## Leben

### Familie
Albert Coppenrath stammte aus der Verleger-Familie Coppenrath und war ein Urenkel des Verlagsgründers, Notars und Prokurators Joseph Heinrich Coppenrath (1764–1853). Sein Vater, Hermann Coppenrath (1845–1918), war königlicher Rentmeister. Der Familie entstammen mehrere katholische Geistliche, darunter die beiden tahitianischen Erzbischöfe Michel-Gaspard Coppenrath und Hubert Coppenrath sowie Ludwig Coppenrath, Dechant in Millingen und Ehrendomherr zu Münster.

### Ausbildung und Berufung nach Berlin
Nach dem Abitur auf dem Gymnasium in Warendorf im Jahr 1902 ging Albert Coppenrath nach Innsbruck, um bei den Jesuiten Theologie zu studieren. Anschließend setzte er seine Ausbildung am Priesterseminar in Münster fort. Dort wurde er am 14. Juni 1908 zum Priester geweiht. Seine erste Stelle als Kaplan war in Lüdinghausen, wo er rund fünf Jahre tätig war. Im Jahr 1914 wurde er Kaplan an der Kirche St. Liudger in Duisburg. Dort begann er mit der Abfassung religiöser Kleinschriften, darunter „Feier der heiligen Erstkommunion“ und „An die nichtkatholischen Besucher dieses Gotteshauses. Bietet eine Erklärung dessen, was Nichtkatholiken in unseren Kirchen auffällt“, die bis zu seinem Tod in vielen hunderttausend Exemplaren gedruckt wurden.
Auf Vorschlag des Münsteraner Bischofs Johannes Poggenburg wurde Albert Coppenrath 1929 als Pfarrer an die Berliner St. Matthias-Kirche berufen, um dort die Nachfolge von Clemens August Graf von Galen anzutreten, der nach Münster zurückgekehrt war. Die Pfarrer dieser Kirche werden von jeher auf Wunsch ihres Stifters Matthias Aulike mit Geistlichen des Bistums Münster besetzt. Coppenrath bemühte sich ab 1931 um eine Neuausstattung der Kirche durch den expressionistischen Kirchenmaler Fritz Wingen und förderte die liturgische Ausgestaltung des Gottesdienstes.

### Widerstand gegen den Nationalsozialismus
Coppenrath verstand sich selbst als eher unpolitischen Menschen und wollte sich aus seelsorgerischen Erwägungen nicht in parteipolitische Auseinandersetzungen einmischen. Anfänglich verknüpfte er mit Hitler sogar die Erwartung einer besseren Zukunft. Doch bereits in der zweiten Jahreshälfte 1933 wurden seine sonntäglichen Kanzelvermeldungen, in denen er gegen Übergriffe der Nationalsozialisten Stellung bezog, von der Gestapo beargwöhnt. beargwöhnt. Als am 30. Juni 1934 der Berliner Katholikenführer Erich Klausener, der Kirchenvorstandsmitglied von St. Matthias war, auf Befehl Reinhard Heydrichs ermordet worden war, widersprach Albert Coppenrath öffentlich der Lüge von seinem Selbstmord, die auch Adolf Hitler sich zu eigen gemacht hatte. Coppenrath wurde daraufhin von der Gestapo mit Hausdurchsuchungen, Verhören und Beschlagnahmungen schikaniert. Die Sammlung für ein Klausener-Denkmal auf dem Friedhof der St.-Matthias-Gemeinde, das gleichzeitig als I. Kreuzwegstation dienen sollte, führten schließlich zu seiner Verhaftung. Die folgende Gerichtsverhandlung am 3. August 1936 wegen „Kanzelmissbrauchs“ endete mit einem Freispruch, weil er auf einen ihm wohlgesinnten Richter getroffen war. Im Jahr 1937 wurde er Erzpriester des Archipresbyterats Berlin-Steglitz.
Coppenrath stellte seine Kanzelvermeldungen zwar mit Beginn des Zweiten Weltkrieges am 1. September 1939 „im Interesse des Burgfriedens“ ein, doch brachte er seine Kritik fortan in seinen Predigten unter. Nach einer Predigt am 20. Oktober 1940, in der er sich abfällig über Alfred Rosenbergs Schrift „Der Mythus des 20. Jahrhunderts“ äußerte, wurde er erneut verhaftet und war bis Anfang Dezember 1940 in einer Zelle im Polizeipräsidium am Alexanderplatz inhaftiert. Am 21. Februar 1941 verfügte das Reichssicherheitshauptamt gegen Coppenrath ein Aufenthaltsverbot für den Bereich des Bistums Berlin. Nach dieser Ausweisung erfuhr er von zuverlässiger Seite, dass man ihn eigentlich in ein Konzentrationslager habe bringen wollen. Weshalb man ihn nicht liquidiert, sondern nur verbannt hatte, darüber konnte auch Coppenrath eine über Vermutungen hinausgehende Erklärung nicht geben. Er kehrte nach Münster zurück, wo ihm der nunmehrige Bischof Clemens August Graf von Galen anbot, für die Zeit der Verbannung in seiner Residenz Wohnung zu nehmen. Um den von den Nationalsozialisten beargwöhnten Galen nicht noch mehr zu kompromittieren, lehnte Coppenrath jedoch ab und nahm eine Einladung nach Haus Hall bei Gescher an, wo er noch zweimal von der Gestapo aufgesucht wurde. Erst nachdem er im Oktober 1942 mit Hilfe Bischofs von Galen im St. Rochus-Hospital der Franziskanerinnen von St. Mauritz im Marienwallfahrtsort Telgte Aufnahme fand, blieb er von der Gestapo verschont.

### Letzte Jahre in Telgte
Albert Coppenrath blieb auch nach der Ausweisung aus Berlin auf Wunsch des Berliner Bischofs Konrad Graf von Preysing Pfarrer von St. Matthias. Er kehrte jedoch nie wieder nach Berlin zurück und verzichtete schließlich 1947 wegen arthritischer Gehbeschwerden auf seine Pfarrei St. Matthias. Eine Auswahl seiner Kanzelvermeldungen der Jahre 1933 bis 1939 publizierte Albert Coppenrath in gedruckter Form 1946.
Bis zu seinem Tod verblieb er in der Obhut der Schwestern des St. Rochus-Hospitals. Er übernahm dort schriftliche Arbeiten für das bischöfliche Generalvikariat in Münster, darunter das Amt des Zensors für die kirchliche Imprimatur, das er bis zu seinem Tode 1960 ausübte. Bestattet wurde er auf dem Friedhof des St.-Rochus-Hospitals in Telgte, wo sein Grab noch besteht.

## Ehrungen
- Papst Pius XII. ernannte Albert Coppenrath in Anerkennung seiner Verdienste im Jahr 1946 zum Päpstlichen Geheimkämmerer mit dem Titel Monsignore.
- Der Bundespräsident verlieh ihm das Große Verdienstkreuz des Verdienstordens der Bundesrepublik Deutschland.
- An seinem Geburtshaus in Oelde ist eine Gedenktafel mit der Aufschrift „Sein Vorbild wirke weiter“ angebracht.

## Werke (Auswahl)
- Der Schriftenstand in Kirche, Hospital, Exerzitien- und Vereinshaus, ein Mittel zur Verbreitung guter Schriften in Stadt und Land. Johannesbund, Leutesdorf 1929 (2. vermehrte Auflage); wurde auch ins Französische, Flämische und Polnische übersetzt.
- An die nichtkatholischen Besucher dieses Gotteshauses. Johannesbund, Leutesdorf 1930 (7. und letzte Auflage: Leutesdorf 1957). archive.org
- Unsere St. Matthias-Pfarrei im Wandel der Zeiten. Ernstes und Heiteres aus 7 Jahrhunderten in Wort und Bild. Salvator-Druck, Berlin 1938.
- Der westfälische Dickkopf am Winterfeldtplatz. Meine Kanzelvermeldungen und Erlebnisse im Dritten Reich. J.P. Bachem, Köln 1948 (2. vermehrte Auflage).
- Feier der heiligen Erstkommunion. Butzon & Bercker, Kevelaer 1960 (31. [letzte] Auflage, 411.–430. Tausend).